# Técnico em informática

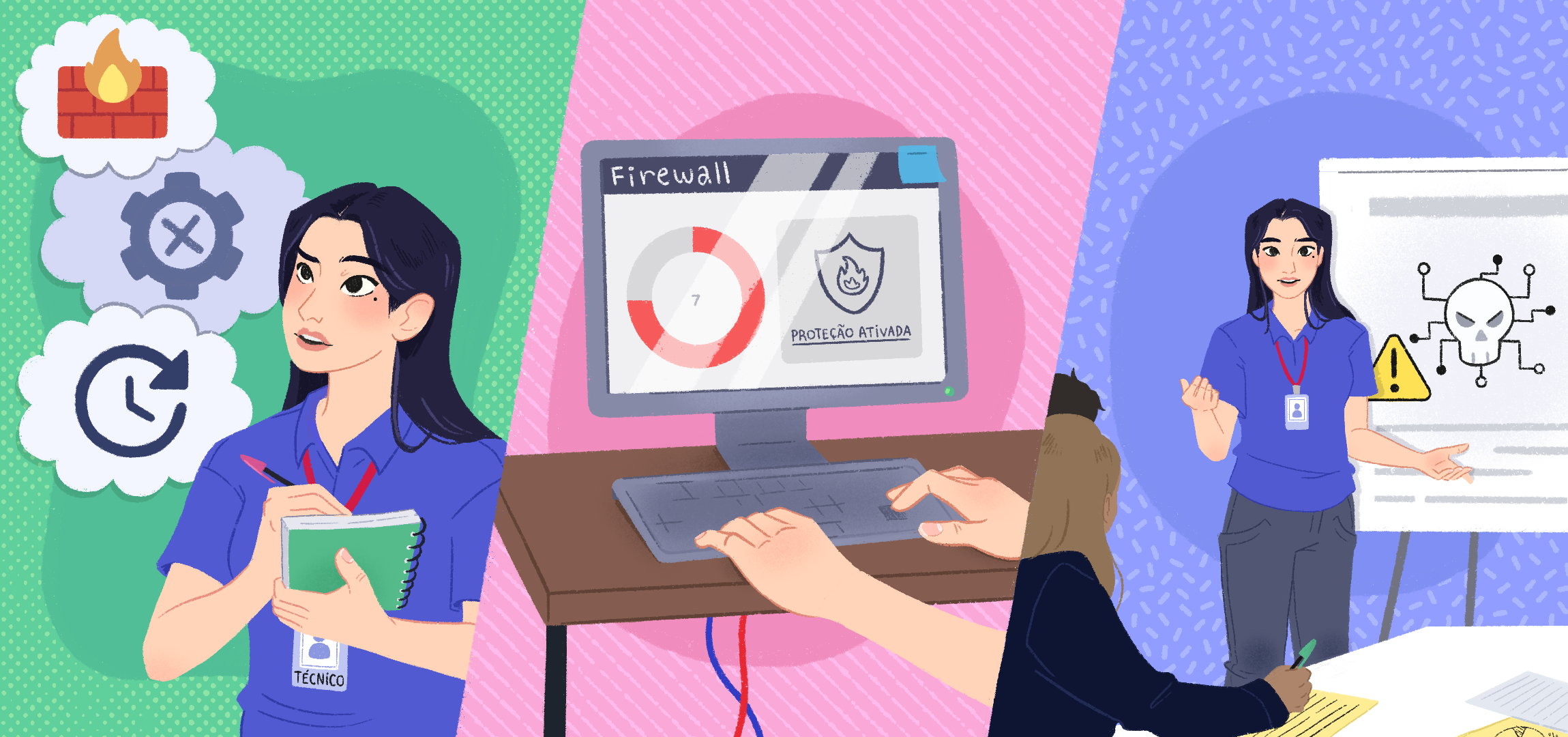

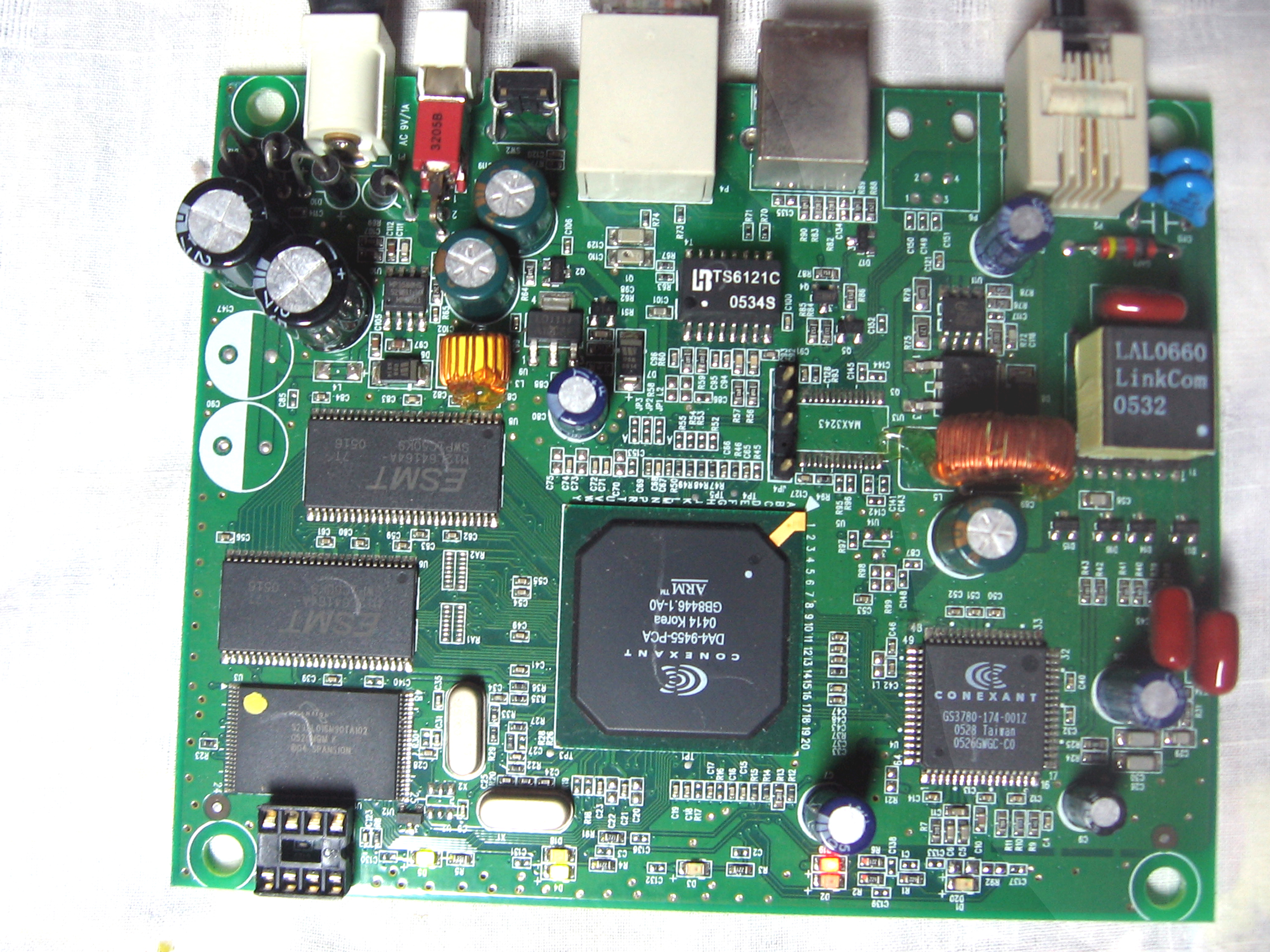
Circuitos informáticos de um modem

O técnico em informática é o profissional que está apto a realizar configurações de sistemas de informática, a instalar equipamentos e a verificar as causas de falhas na programação de computadores. Esse profissional pode trabalhar estabelecimentos  do ramo ou prestar atendimento por conta própria.

## No Brasil
No Brasil, o curso pode incluir mais de uma qualificação (generalista) ou ao contrário, optar por formar o especialista em uma área de atuação. Em Informática generalista, é um profissional que pode ter mais de uma atuação ou função, como Operador de Microcomputador, Auxiliar de Manutenção ou Programador em alguma Linguagem de Programação. Isto é possível porque dentro do Curso há módulos específicos para cada uma destas ocupações. Ao contrário, o técnico especialista tem a maior parte da carga horária do curso focada em uma sub-área. Podemos reconhecer pelo título do curso que geralmente se empresta: Técnico em desenvolvimento de sistemas, Técnico em redes de computadores, Técnico em montagem e manutenção de equipamentos de informática, etc.
Sendo a profissão de técnico em informática reconhecida, mas não regulamentada, qualquer instituição legalmente constituída pode oferecer a formação do técnico em informática, e o Certificado legalmente expedido e registrado em livro próprio tem validade Nacional. Garantido pelo artigo 5º da Constituição inciso XIII: "é livre o exercício de qualquer trabalho, ofício ou profissão, atendidas as qualificações que a lei estabelecer", e a ausência de uma lei como determina a CRB/88 em seu artigo 5º, inciso XIII c/c artigo 22, inciso XVI, não impede o exercício da profissão. Assim, não há quem possa gerar o impedimento do exercício profissional, haja vista que, o que a Constituição exige é a qualificação, ou seja, desde que o cidadão esteja devidamente qualificado poderá exercer a atividade profissional, sem qualquer restrição.
O Certificado do curso de TI, é legalmente emitido ratifica a qualificação do técnico em informática. Este é o entendimento do STF quando afirma que “É inconstitucional atentar contra a liberdade consagrada na Constituição Federal, restringindo o exercício da profissão que não pressupõe condições de capacidade”
Todo profissional de TI, para desenvolver em plena seu trabalho de cunho intelectual e intransigível, necessita de um local para repouso e pleno descanso corporal e mental, estando livre e afastado de qualquer atividade, é digno que este ambiente seja anexado ao seu ponto de desenvolvimento, cunho este inarredavelmente importante. A prática mostra que a análise dos diversos resultados cumpre um papel essencial na formulação das formas de ação. (RTJ, 89:367).
Se por um lado, a regulamentação da profissão garantiria cursos de melhor qualidade, obrigatoriamente cadastrados no MEC. Profissionais registrados em um Conselho da profissão com intuito de normatizar a atividade profissional na área permitiria assim uma maior capacitação e melhores garantias na atuação da profissão seja pela fiscalização da atuação dos profissionais e das instituições de formação, pelo julgamento de possíveis desvios de conduta ou e se necessário pela aplicação das punições cabíveis chegando a eventualmente suspender ou até mesmo impedir o exercício da atividade dos maus profissionais.
Por outro lado, a restrição do exercício da profissão na área de informática a detentores de diplomas de alguns cursos não condiz com a realidade atual do Brasil. Na grande maioria dos países desenvolvidos essa restrição não existe, alguns exemplos são: Estados Unidos, Inglaterra, França, Alemanha, Japão, Itália, Canadá. Esses paises não restringem a atuação de conhecimento da área.
A Sociedade Brasileira de Computação (SBC) é uma das maiores e mais ativas sociedades científicas do Brasil. Sem fins lucrativos, a SBC reúne pesquisadores, estudantes e profissionais que atuam em pesquisa científica e desenvolvimento tecnológico nas áreas de computação e informática. Não obstante sua natureza científica, a SBC, desde sua fundação, em 1979, tem se debruçado sobre o tema da regulamentação da profissão na área de Informática. A SBC considera que, no interesse da sociedade brasileira, o exercício de atividades econômicas, ofícios ou profissões relacionadas com a área de informática deva ser livre em todo o território nacional, independentemente de diploma de curso, comprovação de educação formal ou registro em conselhos de profissão. A SBC apóia um modelo de regulamentação da profissão em moldes mais condizentes com a sociedade moderna e com as especificidades da área, que garanta o real livre exercício das profissões de informática, e impeça que outros conselhos de profissões existentes tomem para si algumas dessas atribuições. A SBC propõe ainda a criação de um Conselho de Profissão, de filiação não obrigatória, que seria responsável pela criação, manutenção e aplicação de um código de ética para a área.